# Équipe du Luxembourg masculine de volley-ball
L'équipe du Luxembourg de volley-ball est composée de joueurs luxembourgeois sélectionnés par la Fédération Luxembourgeoise de Volley-Ball (FLVB). Elle est actuellement classée au 79e rang de la Fédération internationale de volley-ball (octobre 2015).

## Sélection actuelle
Aktueller Kader (S1/2020, Novotel Cup Luxembourg)
1 Simao NOVAIS Setter 2000 180 cm ESCHER VBC
2 Samuel NOVAIS Libero 2000 180 cm ESCHER VBC
3 Mateja GAJIN Opposite 1996 196 cm VC STRASSEN
4 Gilles GINTER Outside-hitter 2001 CHEV DIEKIRCH
5 Maurice VAN LANDEGHEM Outside-hitter 1996 192 cm TV BLIESEN (D)
7 Mathis ESSELIN Outside-hitter 2002 Volley BARTRENG
9 Steve WEBER Outside-hitter 1997 194 cm TV BLIESEN (DE)
12 Pol BOLLENDORF Middleblocker 2001 VC LORENTZWEILER
13 Yannick ERPELDING Middleblocker 1997 193 cm
14 Chris ZUIDBERG Middleblocker 1994 200 cm VBC WAREMME (B)
15 Jérémie FEIT Outside-spiker 2001 200 cm TOURS VB (FR)
16 Philippe GLESENER Libro 1998 185 cm C HEV DIEKIRCH
17 Max FUNK Setter 1 1996 183 cm TuS MONDORF (DE)
20 RICHTARIK Roman Outside-spiker VOLLEY 80 PETANGE

## Palmarès et parcours

### Palmarès
Néant

### Parcours

#### Championnats du monde
| - 1949 : Non qualifié - 1952 : Non qualifié - 1956 : 23e - 1960 : Non qualifié - 1962 : Non qualifié - 1966 : Non qualifié - 1970 : Non qualifié - 1974 : Non qualifié - 1978 : Non qualifié - 1982 : Non qualifié |  | - 1986 : Non qualifié - 1990 : Non qualifié - 1994 : Non qualifié - 1998 : Non qualifié - 2002 : Non qualifié - 2006 : Non qualifié - 2010 : Non qualifié - 2014 : Non qualifié |